# Siegfried Wagner (officier)
Siegfried Wagner est un officier allemand, né le 16 février 1881 et mort le 26 juillet 1944 au camp de concentration d'Oranienbourg-Sachsenhausen. il a fait partie du complot du 20 juillet 1944.

## Biographie
Wagner est secrétaire général du Stahlhelm et du front de Harzburg, en opposition à Adolf Hitler. 
Oberst pendant la Seconde Guerre mondiale, il est chef de service du détachement de l'Oberkommando der Wehrmacht. Il apporte son aide au complot contre Hitler, notamment dans le Wehrkreis XI.
Après l'échec de l’attentat, on vient arrêter Wagner le surlendemain. Il tente de s'échapper en se jetant par la fenêtre de son appartement de Potsdam. Il meurt des suites de ses blessures quatre jours plus tard au camp de concentration d'Oranienbourg-Sachsenhausen.